# Ulica Farna w Szczecinie
Farna (do 1945: Große Domstraße, 1945–1955 ulica Subisława) – ulica o długości 242,1 metra na szczecińskim osiedlu Stare Miasto, w dzielnicy Śródmieście. Przebiega z północnego wschodu na południowy zachód, łącząc Trasę Zamkową z ulicą Grodzką i Sołtysią. Nawierzchnia jezdni składa się w całości z asfaltu. Na całej długości obowiązuje ruch dwukierunkowy. 

## Historia
Współczesna nazwa ulicy Farnej nawiązuje do historycznego miana Große Domstraße, odnoszącego się do położenia ulicy w pobliżu zabudowań Kościoła Mariackiego. 
Pierwsze wzmianki o „ulicy [usytuowanej] przy głównym kościele parafialnym [kościele farnym]” pochodzą z początków XIV wieku (platea summi, 1306; dumstrate, 1324). W XVI wieku na określenie ulicy zaczynają być używane nazwy „ulica Wielka Farna” oraz „ulica Wielka Tumska” (große Domstrate, 1509; Große Thum Straße, 1592). W 1604 r. książę pomorski Bogusław XIII ulokował w budynku nr 22 przeniesioną ze wcześniejszej siedziby kancelarię książęcą. W 1729 r. w budynku nr 1 na narożniku z placem Mariackim narodziła się księżniczka Zofia Fryderyka Augusta von Anhalt-Zerbst, późniejsza caryca Katarzyna II Wielka. W 1811 r. ostatecznie utrwaliła się nazwa ulicy Große Domstraße. W 1900 lub 1901 r. w kamienicy na narożniku z Targiem Węglowym (współcześnie część ulicy Grodzkiej) szczeciński kupiec Paul Letsch uruchomił dom towarowy o nazwie „Kaufhaus Letsch”. 
W czasie II wojny światowej zabudowania Große Domstraße zostały zniszczone. Po wojnie ruiny kamienic rozebrano, pozostawiając jedynie narożny budynek nr 1 i Domki Profesorskie na narożniku z placem Żołnierza Polskiego. W latach 60. XX wieku wolne parcele zabudowano kilkupiętrowymi blokami ze spadzistymi dachami oraz budynkiem szkoły podstawowej nr 63.

## Kalendarium zmian nazwy ulicy
| Czas obowiązywania | Nazwa            |
| ------------------ | ---------------- |
| 1306, 1381         | platea summi     |
| 1426               | dumstrate        |
| 1509               | große Domstrate  |
| 1721               | Große Duhmstraße |
| 1811–1945          | Große Domstraße  |
| 1945–1955          | ulica Subisława  |
| od 1955 r.         | ulica Farna      |

## Galeria

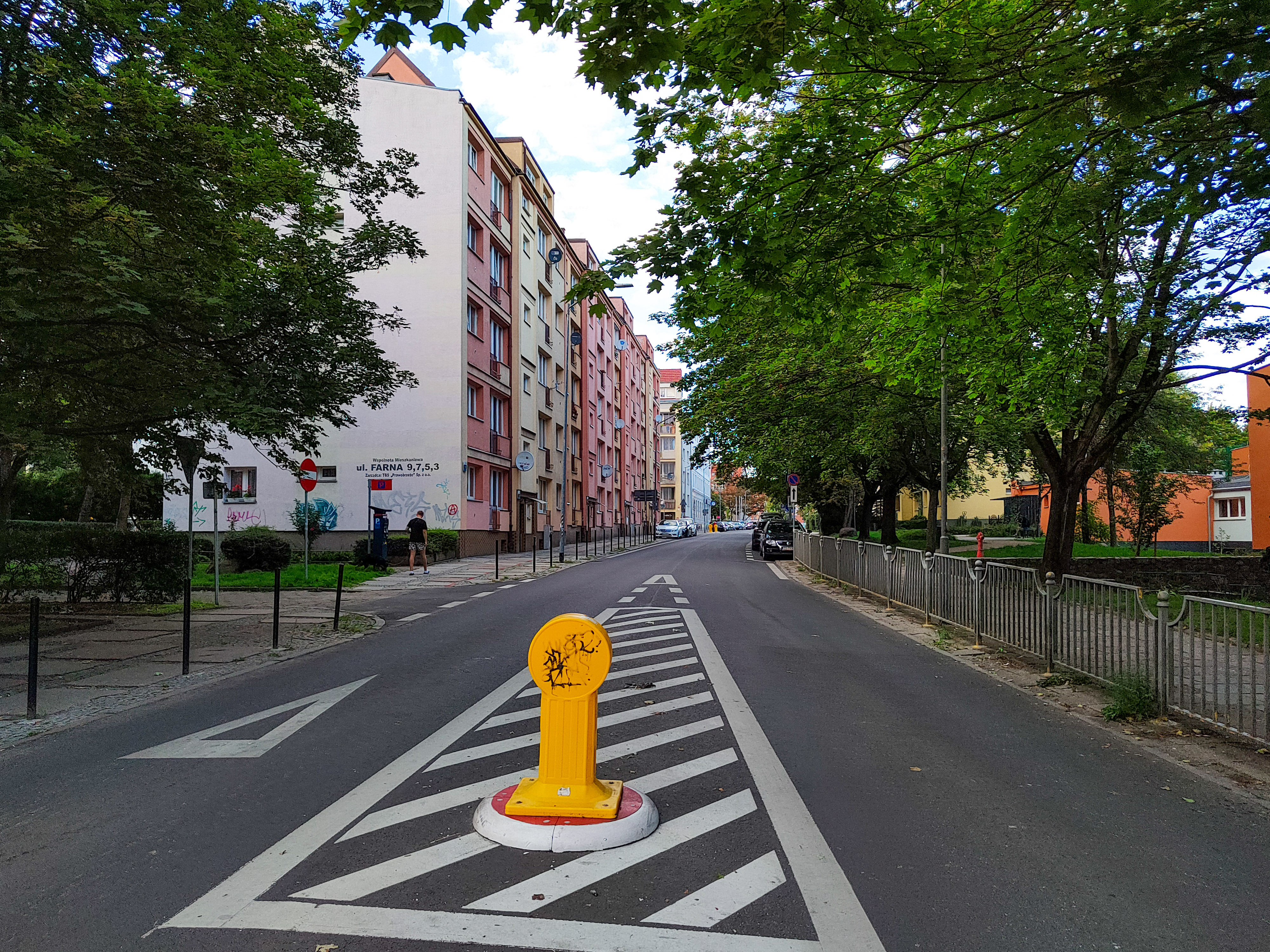
Widok ze skrzyżowania z Grodzką
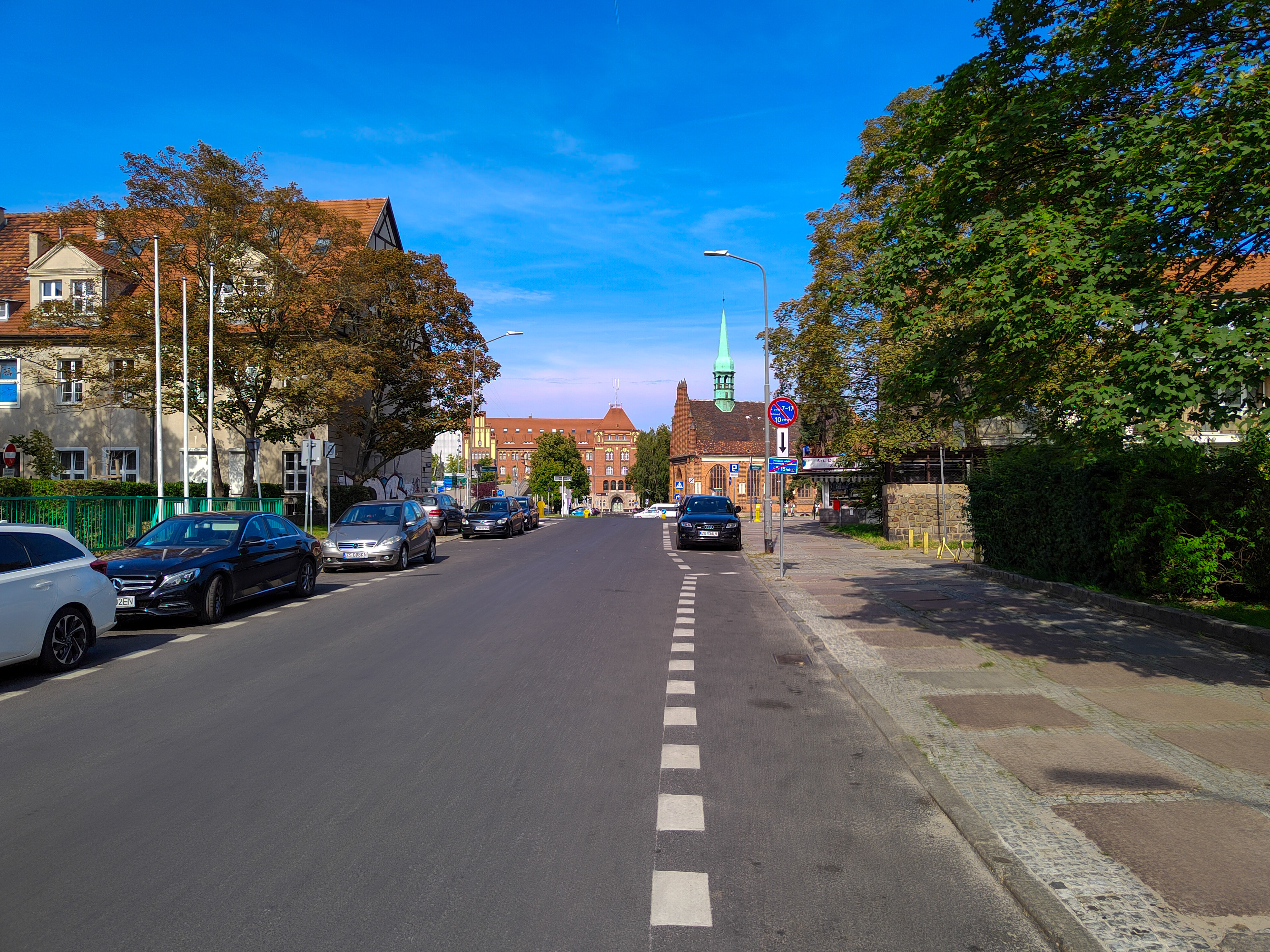
Widok ze skrzyżowania z ulicą Kuśnierską w kierunku placu Żołnierza Polskiego
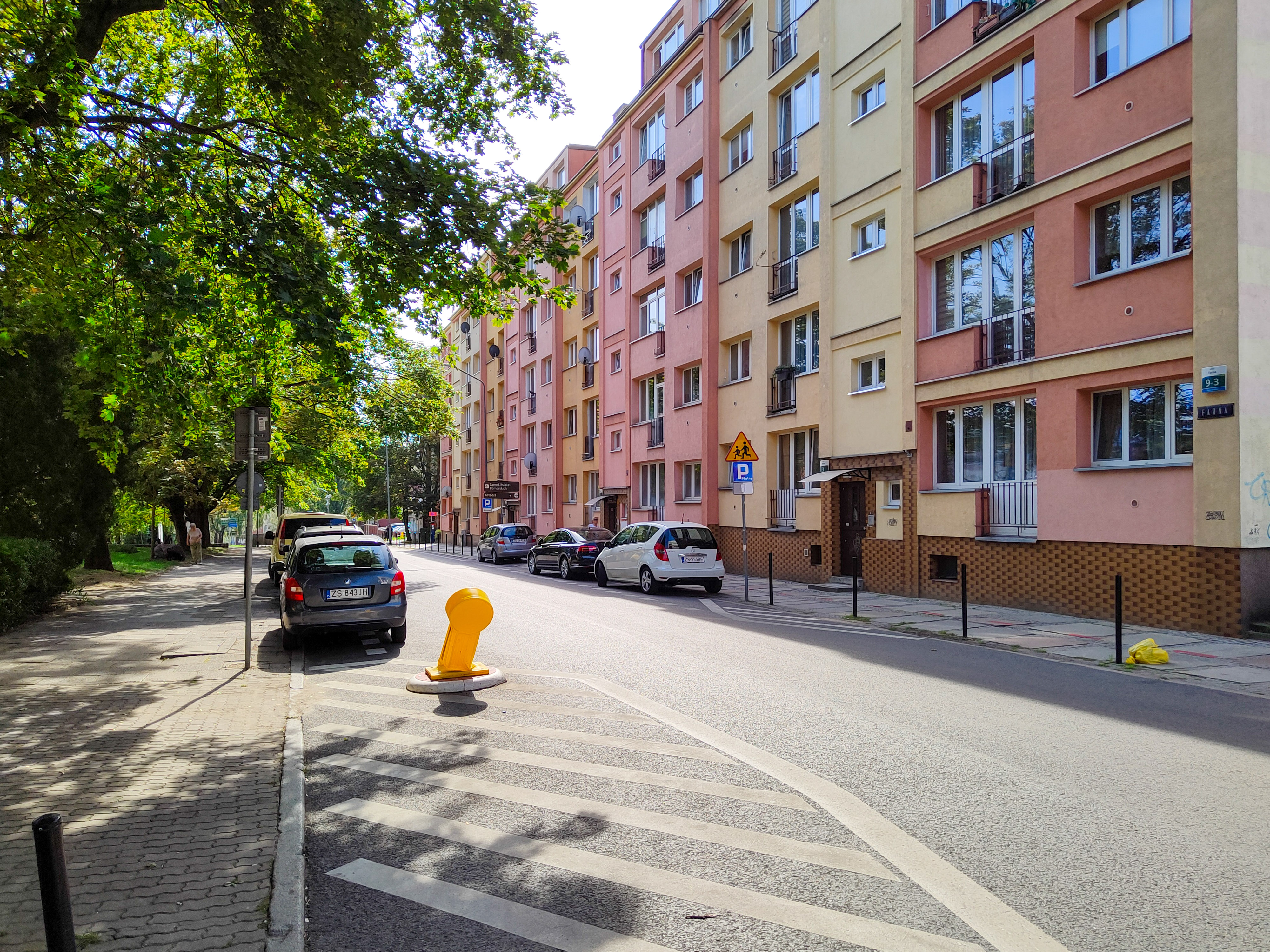
Widok ze skrzyżowania z ulicą Koński Kierat w kierunku ulicy Grodzkiej
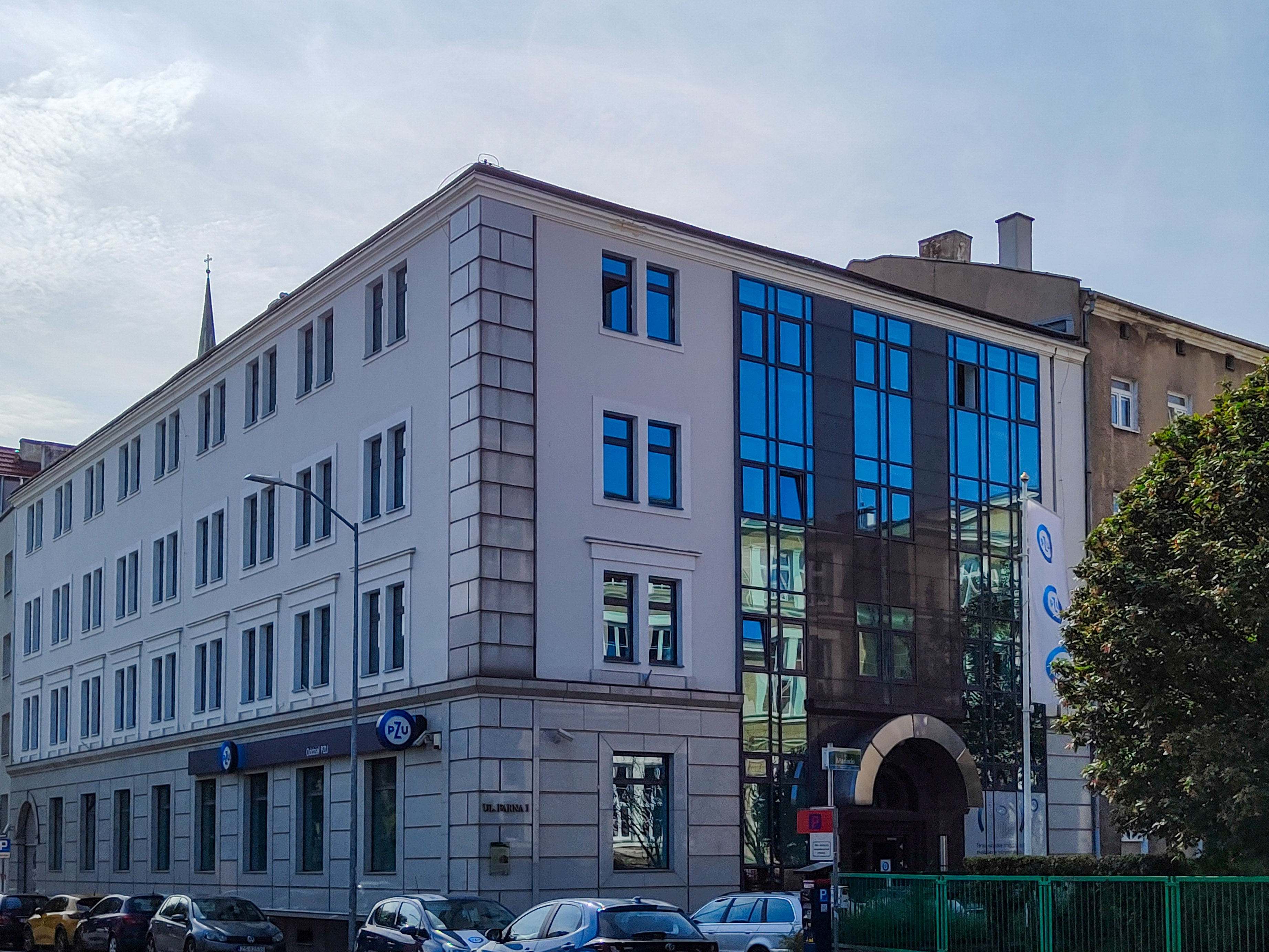
Narożnik z placem Mariackim, dawny dom narodzin carycy Katarzyny II
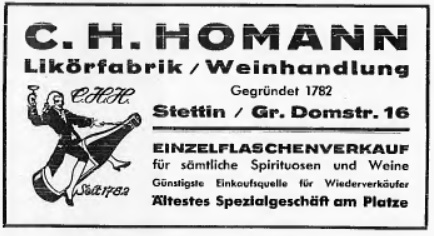
Reklama przedwojennej fabryki likierów i win.